# Jerne Station
Jerne Station er en jernbanestation i bydelen Jerne i den østlige del af Esbjerg. Stationen ligger på Lunderskov-Esbjerg-banen og åbnede 13. december 2020, efter anlægsarbejde siden juni 2020. Stationen består af to spor med hver sin 90 m lange perron med trapper og elevatorer fra gaden Skolebakken. På sydlig side har stationen en plads med overdækket cykelparkering samt bede med mindre buske og træer. Stationen betjenes af GoCollective som en del af Esbjerg Nærbane mellem Varde og Ribe.
Foruden jernbanedrift er stationen også betjent af Esbjergs bybusser med linjerne 3B, 4B og 16.
Jerne station er Esbjerg Kommunes 5. mest brugte station med 45.130 påstigere i 2022, kun overgået af Spangsbjerg, Ribe, Bramming og Esbjerg station. I 2021 havde stationen 19.973 afgange, alle foretaget af Arriva.
- Perronerne set i retning af Esbjerg Station
- Trappe og elevator op til den nordlige perron